# کلیسای جامع لس آنجلس
کلیسای جامع لس آنجلس یا کلیسای جامع بانوی فرشتگان ما (انگلیسی: Cathedral of Our Lady of the Angels) یک کلیسای جامع در شهر لس آنجلس، ایالات متحده آمریکا است.
این کلیسا که در سال ۲۰۰۲ تأسیس شده دارای یک شبستان به طول ۱۰۱ متر و ظرفیت ۳۰۰۰ نفر است.

## نگارخانه

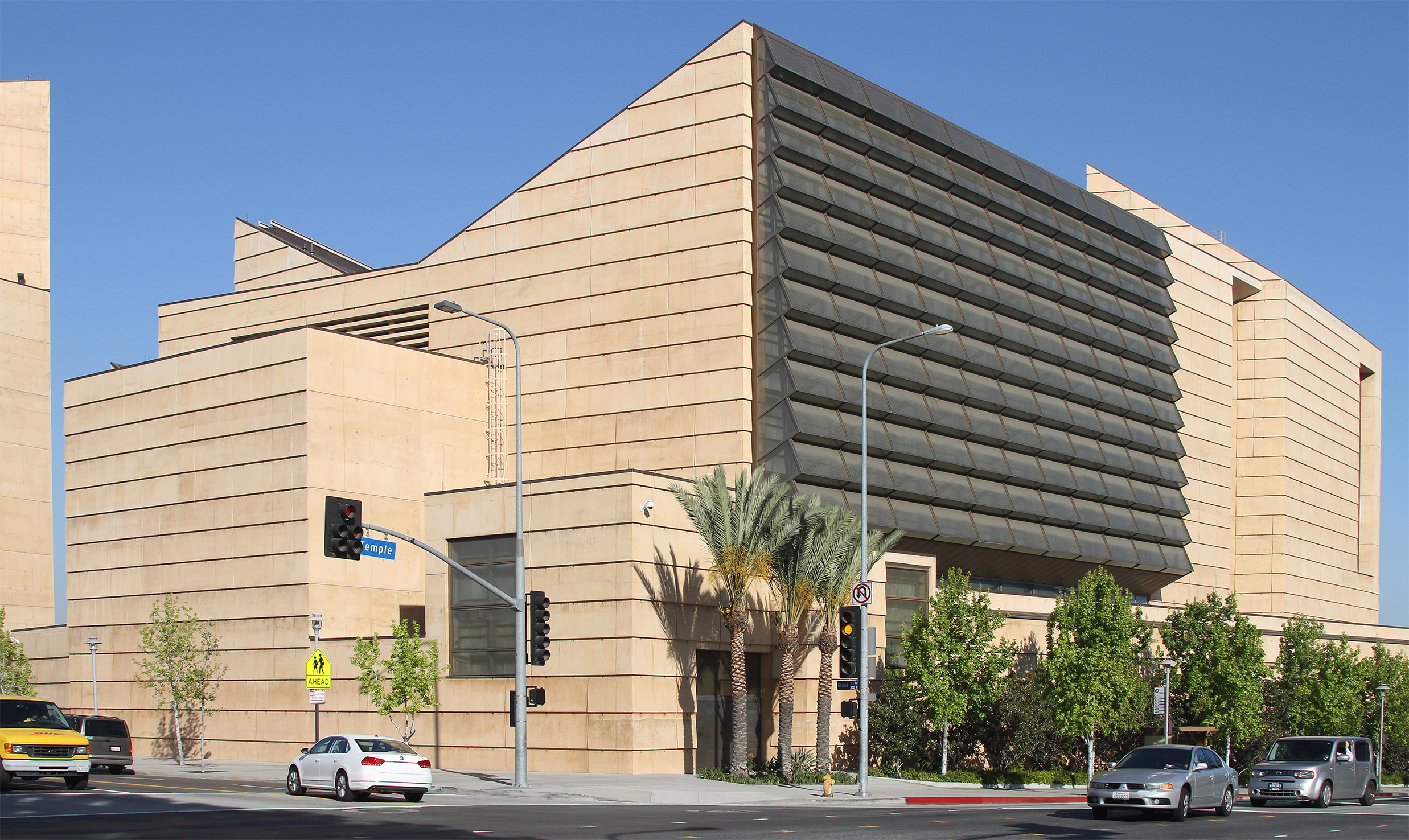
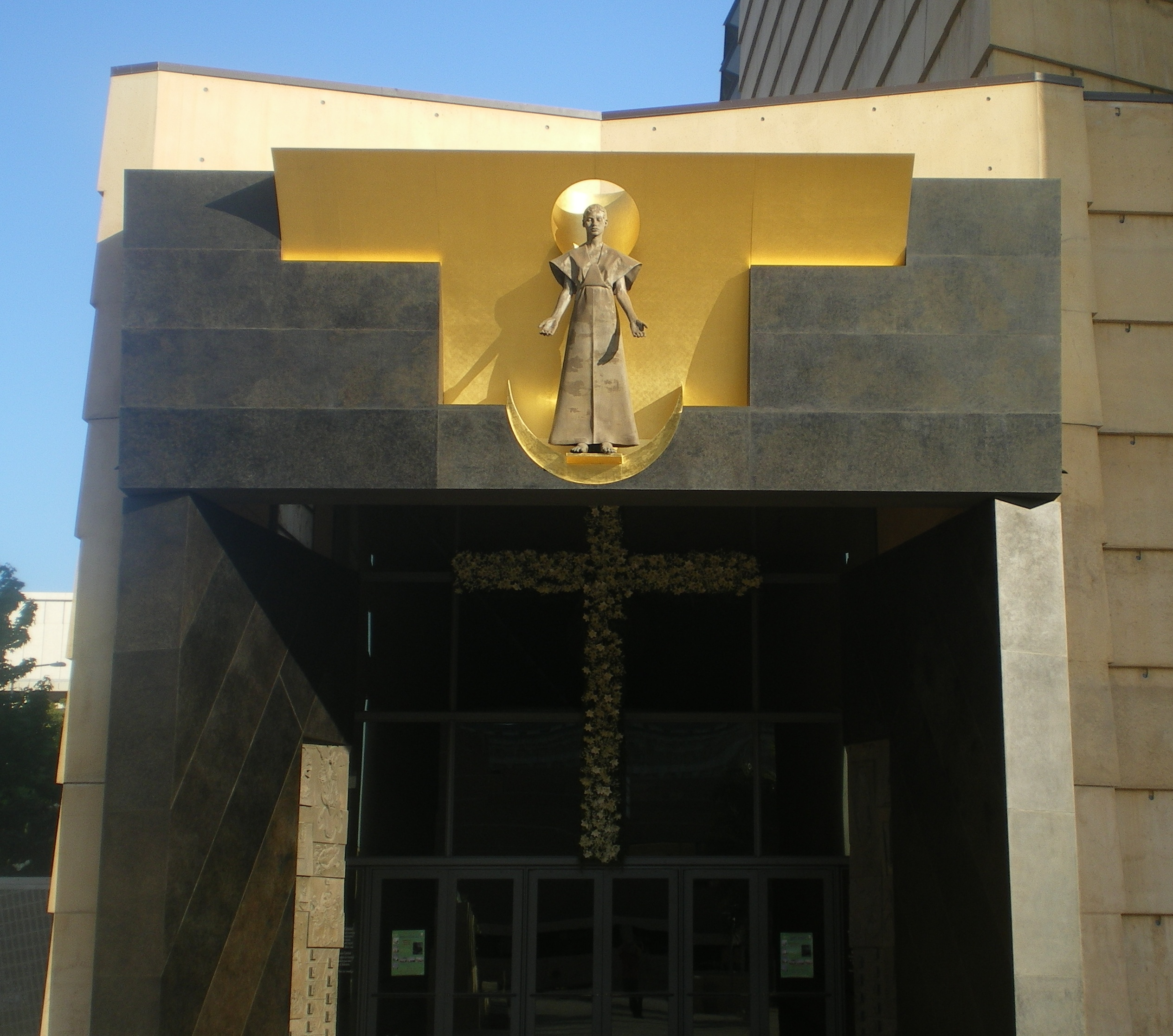
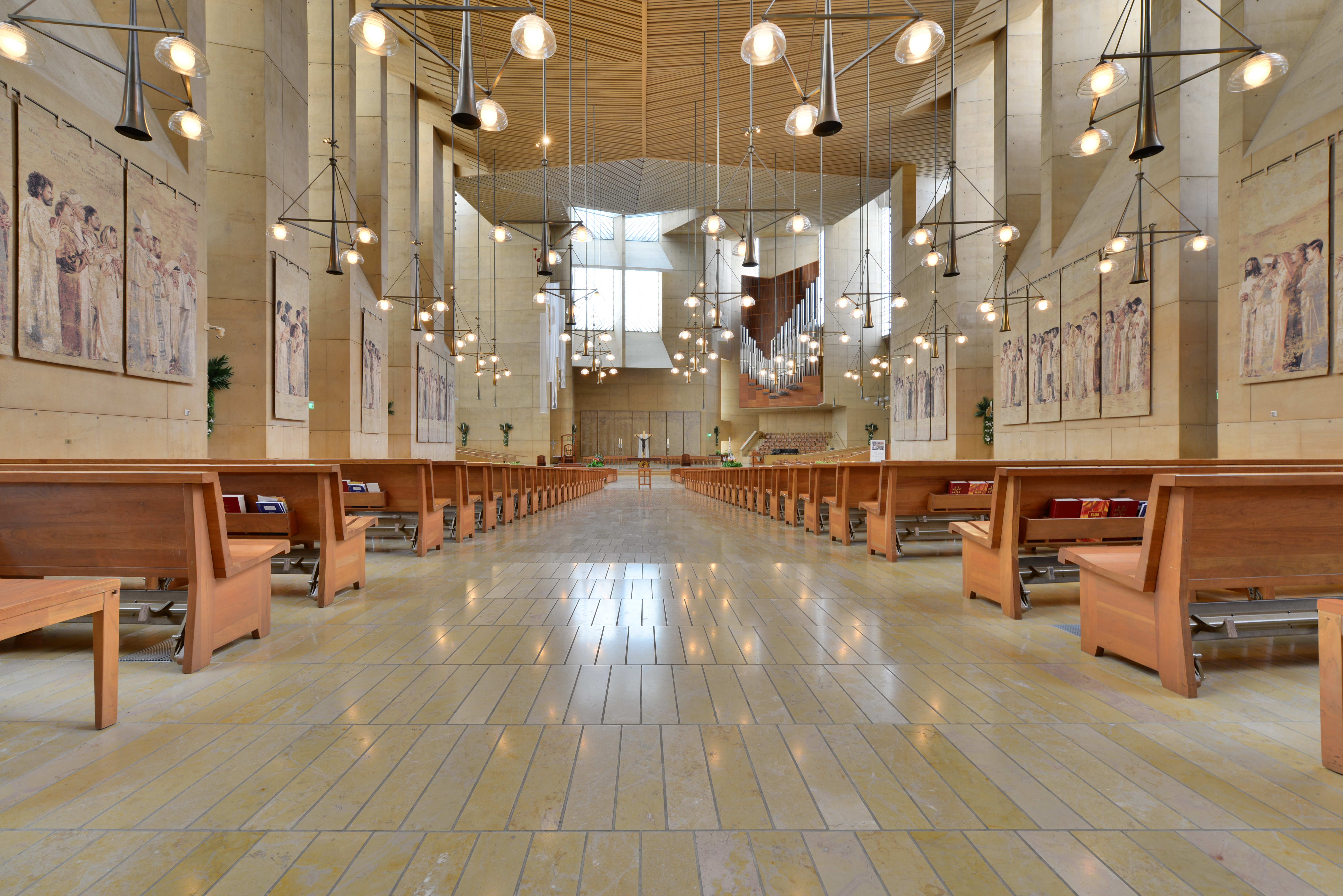
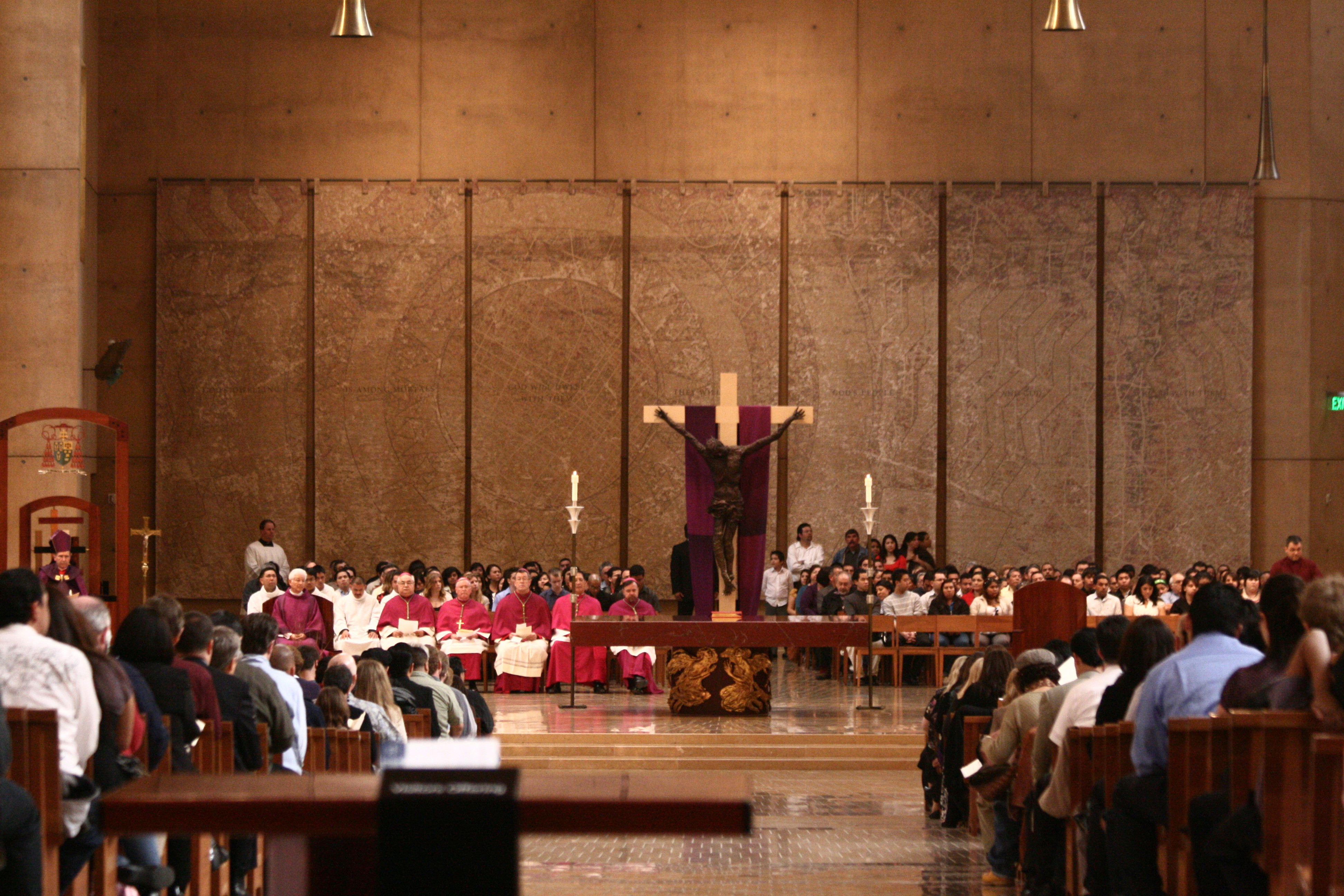
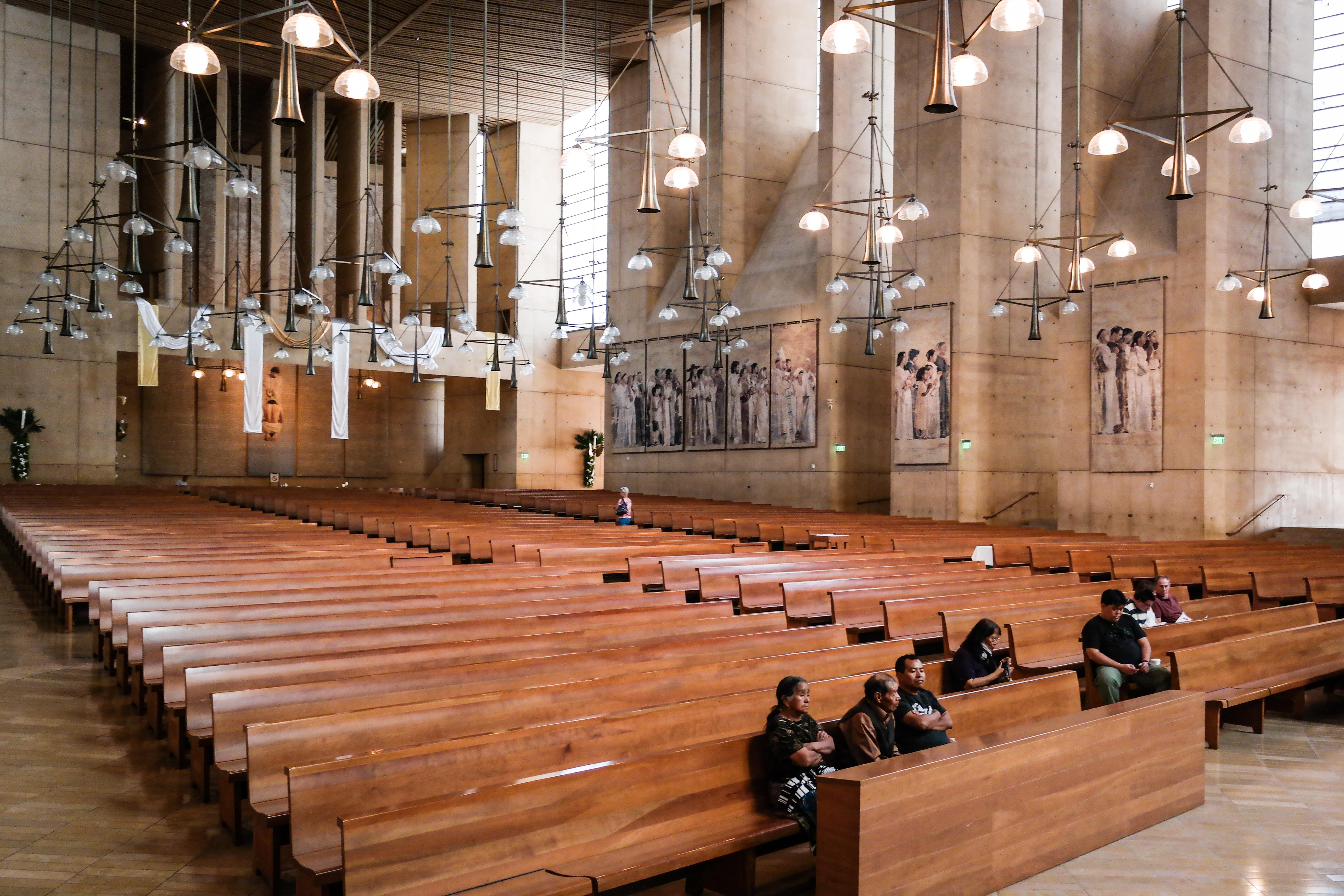